# 美屬薩摩亞足球總會
美屬薩摩亞足球總會是專門管轄美屬薩摩亞足球事務的組織。美屬薩摩亞足球總會成立於1938年，並在1998年加入國際足協。此外，它還是大洋洲足協的成員之一。

## 外部連結
- 官方網頁 （页面存档备份，存于）
- 國際足協網頁 （页面存档备份，存于）
- 大洋洲足協網頁